# 比茨維爾

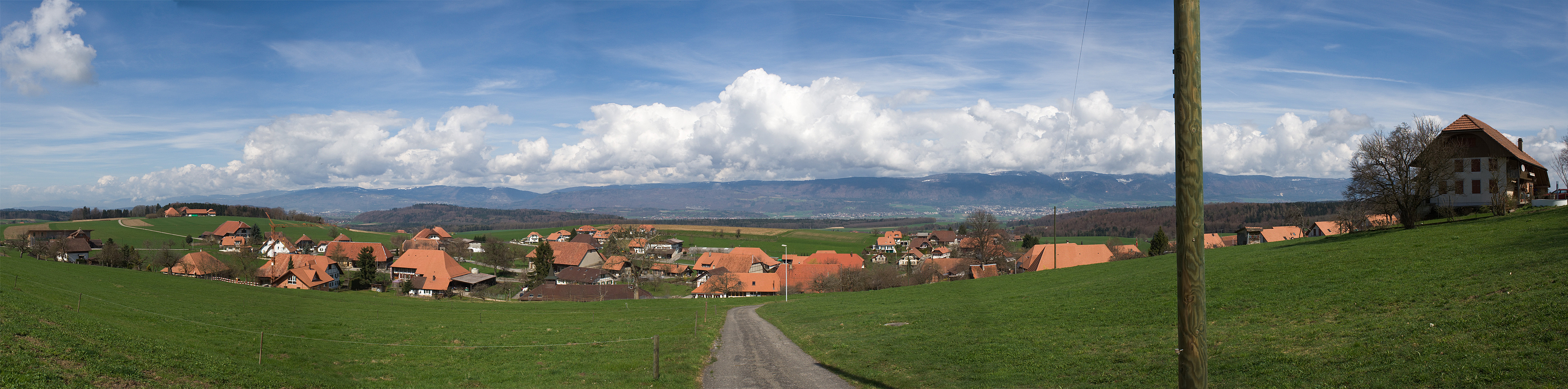

比茨維爾是瑞士的城鎮，位於該國北部，由索洛圖恩州負責管轄，面積4.18平方公里，海拔高度586米，2012年人口321，七成半人口信奉基督教，人口密度每平方公里77人。